# Alex Pedersen
Alex Kjeld Pedersen (ur. 15 listopada 1966 w Ikast) – duński kolarz szosowy, dwukrotny medalista mistrzostw świata.

## Kariera
Pierwszy sukces w karierze Alex Pedersen osiągnął w 1983 roku, kiedy wspólnie z kolegami z reprezentacji zdobył złoty medal w drużynowej jeździe na czas podczas mistrzostw świata juniorów. Rok później zdobył brązowy medal na MŚJ w wyścigu ze startu wspólnego, a w 1986 roku został mistrzem Danii wśród amatorów. W 1987 roku wystartował na mistrzostwach świata w Villach, zdobywając brązowy medal w wyścigu ze startu wspólnego amatorów. W zawodach tych wyprzedzili go tylko Francuz Richard Vivien oraz Niemiec Hartmut Bölts. W tej samej konkurencji Pedersen zdobył złoty medal na rozgrywanych siedem lat później mistrzostwach świata w Agrigento. Wyprzedził tam bezpośrednio Słowaka Milana Dvorščíka i Francuza Christophe'a Mengina. Jeszcze czterokrotnie zdobywał medale mistrzostw kraju, w tym złoty w 1992 roku. Nigdy nie wziął udziału w igrzyskach olimpijskich. W latach 1988–1991 przez cztery sezony jeździł w zawodowym peletonie.

## Najważniejsze zwycięstwa i sukcesy
- 1984
  - 3. miejsce w mistrzostwach świata juniorów w wyścigu ze startu wspólnego
- 1986
  -  1. miejsce w mistrzostwach kraju amatorów w wyścigu ze startu wspólnego
- 1987
  - 3. miejsce w mistrzostwach świata amatorów w wyścigu ze startu wspólnego
- 1990
  - 1. miejsce na 5. etapie Ringerike GP
- 1992
  -  1. miejsce w mistrzostwach kraju amatorów w wyścigu ze startu wspólnego
  -  1. miejsce w mistrzostwach kraju w wyścigu ze startu wspólnego (elite)
- 1994
  - 1. miejsce w mistrzostwach świata amatorów w wyścigu ze startu wspólnego

## Odznaczenia
- Chevalier Orderu Narodowego Zasługi – Francja, 2024[1][2]